# Teleférico do Parque das Nações
| Die nördliche Station des Teleférico                                                                  |          |                                   |                                   |
| Streckenlänge:                                                                                        | 1,230 km |                                   |                                   |
| |          |                                   |                                   |
| \| \| \| Estação Norte Torre Vasco da Gama \| \| \| \| \| \| \| \| \| \| Estação Sul Ozeanarium \| \| |          |                                   |                                   |
| U-Bahn-Kopfbahnhof Streckenanfang                                                                     |          | Estação Norte Torre Vasco da Gama | Estação Norte Torre Vasco da Gama |
| |          |                                   |                                   |
| U-Bahn-Kopfbahnhof Streckenende                                                                       |          | Estação Sul Ozeanarium            | Estação Sul Ozeanarium            |

Der Teleférico do Parque das Nações (auch Teleférico da Expo) ist eine Gondelbahn im Parque das Nações der portugiesischen Hauptstadt Lissabon. Er wurde anlässlich der Weltausstellung Expo '98 am rechten Ufer des Tejo errichtet und führt über 1230 Meter von der Torre Vasco da Gama zum Ozeanarium.
Die Seilbahn wird über neun Stützpfeilern verschiedener Höhe geführt. Für den Transport stehen 44 Kabinen des Herstellers Doppelmayr zur Verfügung. Betreiber der Seilbahn ist die Telecabine Lisboa

## Bilder

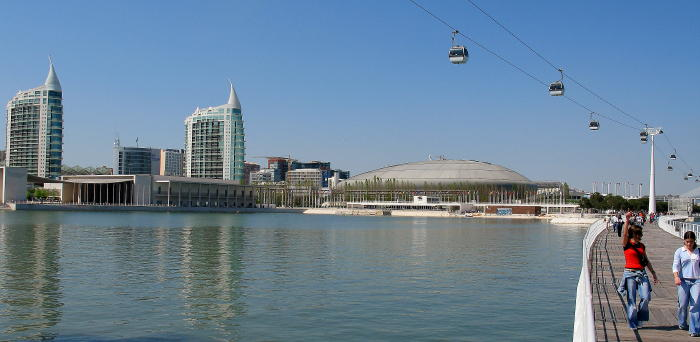
Panoramaaufnahme des Teleférico (von Osten)
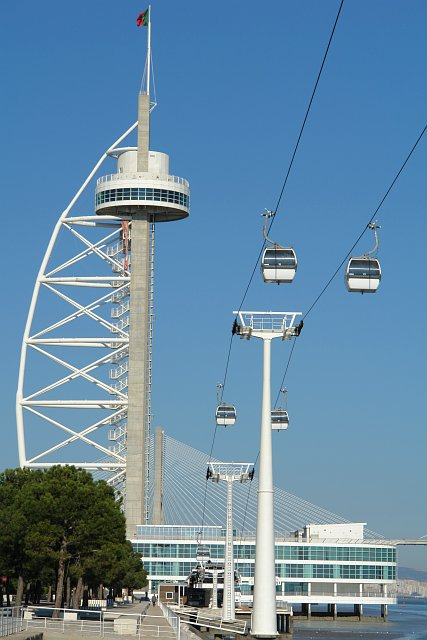
Vor der Torre Vasca da Gama (von Süden)